# ويندي غونزاليس
ويندي غونزاليس (بالإسبانية: Wendy González)‏ هي ممثلة مكسيكية ورومانية، ولدت في 17 أغسطس 1985 في مونتيري في المكسيك.

## أعمال

### مسلسلات
- كما يقول المثل

## وصلات خارجية
- الموقع الرسمي
- ويندي غونزاليس على موقع IMDb (الإنجليزية)
- ويندي غونزاليس على موقع قاعدة بيانات الفيلم (الإنجليزية)